# Scopaeus debilis
Scopaeus debilis – gatunek chrząszcza z rodziny kusakowatych i podrodziny żarlinków.
Gatunek ten został opisany w 1851 roku przez Johanna Heinricha Hochhutha.
Chrząszcz o smukłym ciele długości od 3 do 3,1 mm. Ubarwienie ma matowo brunatne, z nieco jaśniejszymi tylnymi krawędziami tergitów i wierzchołkiem odwłoka oraz rdzawożółtymi czułkami, głaszczkami i odnóżami. Duża głowa jest w zarysie okrągława, nierozszerzona ku tyłowi, wyposażona w małe oczy i krępe czułki o członie przedostatnim niewiele dłuższym niż szerokim. Punktowanie na pokrywach jest gęste i niewyraźne, zaś na głowie i przedpleczu brak go zupełnie. Składająca się z nakłuć i rys rzeźba przedplecza jest dobrze widoczna.
Owad znany z Portugalii, Hiszpanii, Francji, Szwajcarii, Austrii, Włoch, Malty, Czech, Węgier, Ukrainy, Słowenii, Chorwacji, Bośni i Hercegowiny, Rumunii, Bułgarii, Albanii, Grecji, południowej Rosji, Afryki Północnej, krainy etiopskiej, Bliskiego Wschodu, Zakaukazia i Iranu. Zasiedla zbocza kserotermiczne i piaszczyste stoki, gdzie bytuje pod kępami traw i roślinami płożącymi.